# NGC 4062
NGC 4062 (другие обозначения — UGC 7045, IRAS12015+3210, MCG 5-29-4, KARA 518, ZWG 158.8, KUG 1201+321, PGC 38150) — спиральная галактика с перемычкой (SBc) в созвездии Большая Медведица.
Этот объект входит в число перечисленных в оригинальной редакции «Нового общего каталога».
Спектры Фурье для NGC 4062 и NGC 5248 практически идентичны. Имеет флоккулентную структуру.